# Asperala hemichroa
Asperala hemichroa is een insect uit de familie van de Mantispidae, die tot de orde netvleugeligen (Neuroptera) behoort. 
Asperala hemichroa is voor het eerst wetenschappelijk beschreven door Navás in 1914.